# Jesús de la Garza Díaz del Guante
Jesús Juan de la Garza Díaz del Guante "Chuchín" (Heroica Matamoros, Tamaulipas; 18 de enero de 1954) es un político mexicano miembro del Partido Revolucionario Institucional. Es Administrador de Empresas por el Instituto Tecnológico y de Estudios Superiores de Monterrey. Fue diputado del IV Distrito Electoral Federal de Tamaulipas.  Fue presidente municipal de Matamoros para el periodo 2016-2018. Fue candidato a presidente municipal para un segundo mandato para el período 2018-2021, pero los resultados no le favorecieron, quedando en tercer lugar, primera vez que su partido queda en ese lugar.

## Biografía
Es Licenciado en Administración de Empresas por el Instituto Tecnológico y de Estudios Superiores de Monterrey y cuenta con una maestría en Administración por la Escuela de Graduados del Tecnológico de Monterrey.
Durante los primeros años de su experiencia profesional laboró en la iniciativa privada, en las áreas de planeación estratégica y desarrollo humano.
Su convicción por impulsar una mayor participación del sector empresarial en el desarrollo de nuestra comunidad, lo condujo a
integrar y dirigir organismos y asociaciones empresariales.

## Experiencia en la Función Pública
- Tesorero Municipal del Republicano Ayuntamiento de Matamoros del 1999 - 2001.[2]
- Diputado local de la LVIII Legislatura por el XVIII Distrito Electoral, Matamoros Sur del 2002-2004[3]
- Contralor gubernamental, Gobierno del Estado de Tamaulipas en los últimos seis meses del 2004.
- Gerente general de la Junta de Aguas y Drenaje de la Ciudad de Matamoros, Matamoros, Tam. 2005 - 2011.
- Coordinador de Planeación y Administración, Secretaría General de Gobierno, Gobierno del Estado de Tamaulipas; Cd. Victoria, Tam. 2011- 2012.
- Candidato a diputado local por el PRI durante el proceso electoral 2013 (Perdió ante el PAN)
- Jefe de la Oficina Fiscal del Estado, secretaría de Finanzas, Gobierno del Estado de Tamaulipas; Matamoros, Tam. 2012- 2013.[4]
- Diputado federal del PRI por el cuarto distrito.[5]
- Presidente Municipal de Matamoros para el Período 2016-2018.[6]
- Fue el primer candidato para continuar por un segundo periodo como presidente municipal de Matamoros para el periodo 2018 - 2021,[7] pero los resultados no le favorecieron.